# Enrico Bomba
Enrico Bomba (Amatrice, 2 agosto 1922 – Roma, 1º novembre 1995) è stato un produttore cinematografico, regista e direttore del doppiaggio italiano.

## Biografia
Enrico Bomba iniziò a lavorare come produttore cinematografico per la Herald Pictures nel 1949, fondando in seguito anche una propria società e lavorando poi, negli anni sessanta, per la FI.C.IT. Nel 1952 diresse il suo primo film, Prigionieri delle tenebre, e tra gli anni sessanta e settanta lavorò in modo continuativo anche come regista e sceneggiatore, dirigendo i due film sull'agente segreto 777 (con lo pseudonimo Henry Bay) e due decamerotici. Terminate tutte queste attività nel 1975, si dedicò in seguito al doppiaggio lavorando come direttore e dialoghista. Tra i doppiaggi che ha curato si segnalano quelli degli anime Heidi e Il Grande Mazinga e di due opere tratte dal romanzo Senza famiglia: l'anime Remi - Le sue avventure e la miniserie francese Senza famiglia. Alla fine degli anni settanta realizzò inoltre per la Cinestampa Internazionale il film Mazinga contro Goldrake, ottenuto montando dei crossover di anime di Gō Nagai. Interruppe anche queste attività nei primi anni novanta.

### Vita privata
Enrico Bomba divenne noto nel 1962 per una breve ma ben pubblicizzata relazione con Jayne Mansfield, co-protagonista del film Panic Button... Operazione fisco! da lui prodotto. All'epoca Mansfield era sposata con Mickey Hargitay, che accusò Bomba di aver sabotato il loro matrimonio. In seguito Bomba si sposò con l'attrice e doppiatrice Germana Dominici, con cui nel 1975 ebbe la figlia Federica (anch'ella doppiatrice).

## Filmografia

### Produttore cinematografico
- Se fossi deputato, regia di Giorgio Simonelli (1949)
- Buon viaggio, pover'uomo, regia di Giorgio Pàstina (1951)
- Amori e veleni, regia di Giorgio Simonelli (1952)
- Prigionieri delle tenebre (1952)
- La colpa di una madre, regia di Carlo Duse (1952)
- Sul ponte dei sospiri, regia di Antonio Leonviola (1953)
- Robin Hood e i pirati, regia di Giorgio Simonelli (1960)
- Il ratto delle Sabine, regia di Richard Pottier (1961)
- Un branco di vigliacchi, regia di Fabrizio Taglioni (1962)
- Marcia o crepa, regia di Frank Wisbar (1962)
- Il processo (Le Procès), regia di Orson Welles (1962)
- Quel nostro impossibile amore (La bella Lola), regia di Alfonso Balcázar (1962)
- Bikini pericolosi (Le roi du village), regia di Henri Gruel (1963)
- Panic Button... Operazione fisco!, regia di George Sherman e Giuliano Carnimeo (1963)
- Spionaggio a Casablanca (Noches de Casablanca), regia di Henri Decoin (1963)
- Tempesta su Ceylon (Das Todesauge von Ceylon), regia di Gerd Oswald e Giovanni Roccardi (1963)
- F.B.I. operazione Baalbeck, regia di Marcello Giannini (1964)
- Le avventure e gli amori di Miguel Cervantes, regia di Vincent Sherman (1967)
- ...e si salvò solo l'Aretino Pietro, con una mano davanti e l'altra dietro..., regia di Silvio Amadio (1972)

### Sceneggiatore
- La spada dell'Islam, co-regia di Andrew Marton (1961)
- Panic Button... Operazione fisco!, regia di George Sherman e Giuliano Carnimeo (1963)
- Il ribelle di Castelmonte, regia di Vertunnio De Angelis – coautore del soggetto (1964)
- Le avventure e gli amori di Miguel Cervantes, regia di Vincent Sherman (1967)
- ...e si salvò solo l'Aretino Pietro, con una mano davanti e l'altra dietro..., regia di Silvio Amadio (1972)
- L'Aretino nei suoi ragionamenti sulle cortigiane, le maritate e... i cornuti contenti (1972)
- Le mille e una notte... e un'altra ancora! (1973)
- Il nano e la strega, regia di Gioacchino Libratti (1975)
- L'ostaggio, regia di Luigi Valanzano (1975)
- Mazinga contro Goldrake (1979)

### Regista
- Prigionieri delle tenebre (1952)
- La spada dell'Islam, co-regia di Andrew Marton (1961)
- Agente segreto 777 - Operazione Mistero (1965)
- Agente segreto 777 - Invito ad uccidere (1966)
- Le mille e una notte... e un'altra ancora! (1972)
- L'Aretino nei suoi ragionamenti sulle cortigiane, le maritate e... i cornuti contenti (1973)